# Baltijas Džips

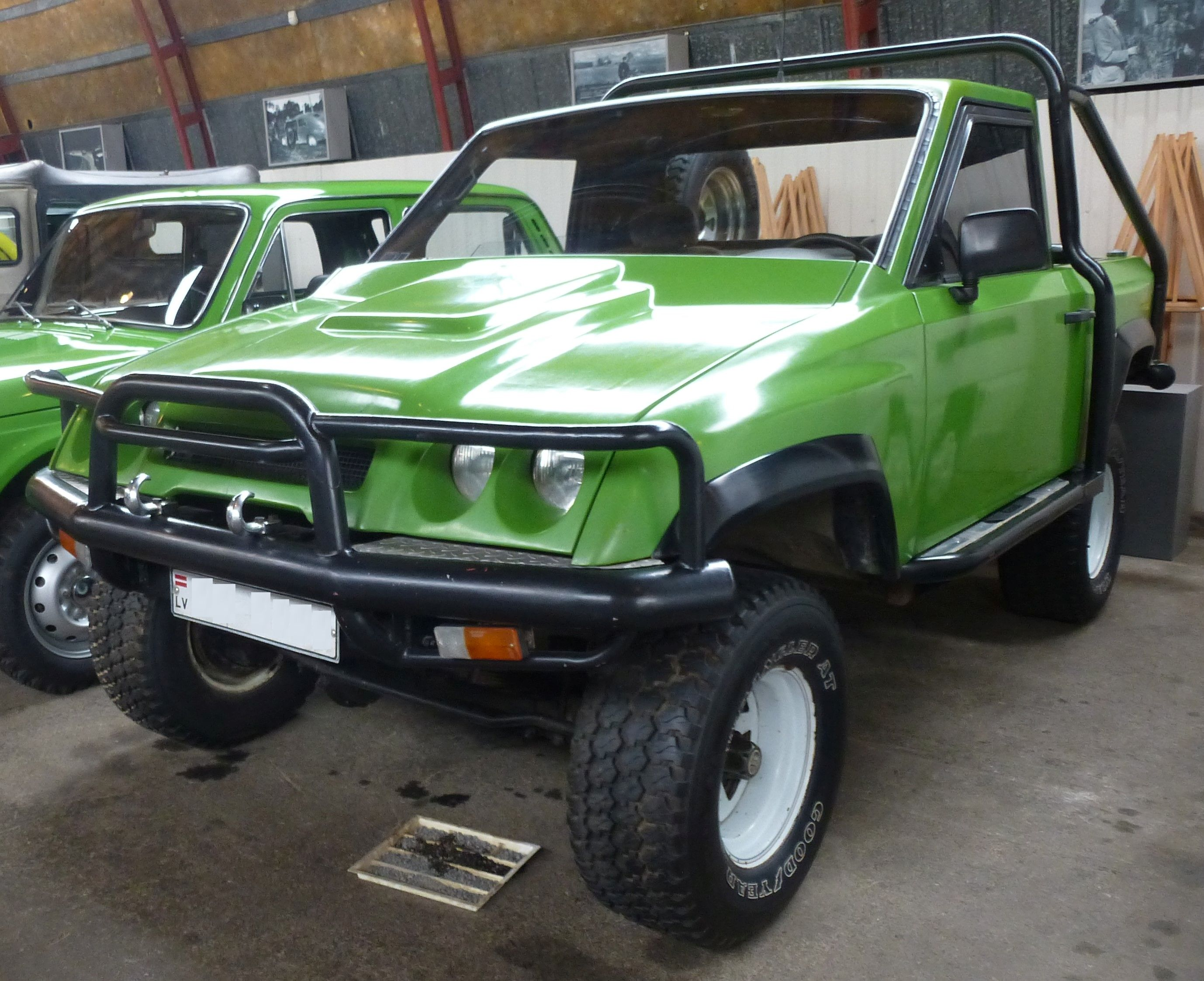
Baltijas Džips

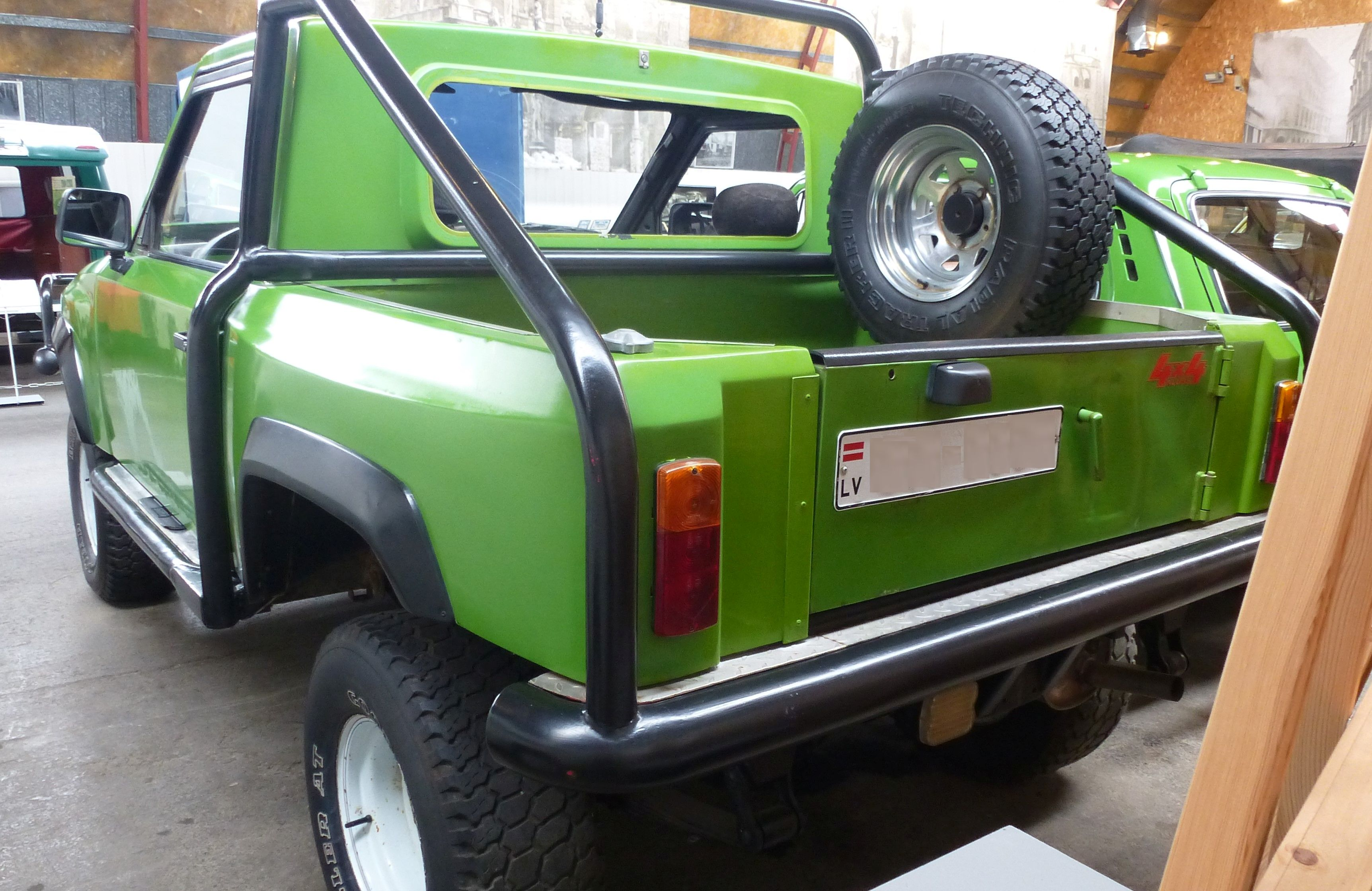
Heckansicht

Baltijas Džips Ltd. (deutsch: baltischer Geländewagen) war ein lettischer Automobilhersteller. 

## Unternehmensgeschichte
Das Unternehmen aus Riga begann 1995 unter Leitung von Felix Tontegode mit den Plänen für die Produktion von Automobilen. Vorgestellt wurde das erste Fahrzeug 1997. Ebenfalls 1997 endete die Produktion. Geplant war, dass die zwölf Mitarbeiter täglich ein Fahrzeug fertigstellen und so eine Jahresproduktion von 200 Fahrzeugen erreicht würde. Insgesamt entstanden allerdings nur etwa 10 Exemplare.

## Fahrzeuge
Das einzige Modell BD-1322 bzw. Tantor BD-3122 war ein Geländewagen. Das Fahrzeug war mit kurzem und langem Radstand lieferbar. Eine andere Quelle gibt den Radstand mit 245 cm an. Eingesetzt wurden die Fahrzeuge sowohl in der Landwirtschaft als auch für kommunale Zwecke. Die Karosserie bestand aus Kunststoff.
Für den Antrieb standen laut zweier Quellen ein Benzinmotor mit 105 PS und ein Dieselmotor mit 109 PS von Iveco zur Verfügung. Eine andere Quelle nennt einen Vierzylindermotor mit 2445 cm³ Hubraum und 102 PS Leistung. Die Höchstgeschwindigkeit war mit 125 km/h angegeben. Der Neupreis betrug umgerechnet etwa 25.000 DM.